# Bonaventure de Chantérac
Pour les articles homonymes, voir La Cropte (homonymie) et Chantérac.
Bonaventure Paul de la Cropte de Chantérac est un homme politique français, né le 8 avril 1806 à Marseille et mort le 6 décembre 1883 au château de Fontblanche à Roquefort-la-Bédoule (Bouches-du-Rhône). Avocat et soutien local de Louis-Napoléon Bonaparte, il fut député des Bouches-du-Rhône de 1852 à 1854, maire de Marseille de 1849 à 1854 et président du conseil général des Bouches-du-Rhône  de 1852 à 1870.

## Biographie

### Vie familiale
Bonaventure Paul de la Cropte de Chantérac est le fils de Louis Charles Hippolyte Édouard de La Cropte de Chantérac (1775}-1850) et de Jeanne Marie Thérèse Vincente Ursule de Malia (1780-1814). Marié à Françoise Félicité Mathilde de Villepeys, fille François Charles Édouard de Chieusse de Villepey et de Françoise Charlotte Dorothée Garnier de Fontblanche, il a deux enfants : Caroline (1846-1883, épouse Joseph de Gassier) et Édouard Charles Albert (1849-1893), officier de marine. Son frère, le comte Victor de la Cropte de Chantérac (né à Marseille en 1812, mort au château de Chantérac le 13 février 1891) est maire de Chantérac (Dordogne), dont il est le châtelain.

### Carrière
Bonaventure Paul de la Cropte de Chantérac étudie le droit à Paris et s’établit comme avocat à Marseille. Il fait partie du conseil de son ordre à plusieurs reprises, et est choisi comme bâtonnier en 1847. Il remplit également pendant quelque temps un poste de juge suppléant.
Il devient membre du conseil municipal de la ville de Marseille en 1846, puis adjoint au maire en 1848. Il en est le maire du 14 novembre 1849 au 12 octobre 1854. Son administration est marquée par une réglementation nouvelle des halles et marchés, par l'établissement d'un marché aux bestiaux, par la construction d'un abattoir, par la continuation et l'achèvement du canal de Marseille, dont la dépense totale s'est élevée à plus de 50 millions, par l'exécution de la promenade connue sous le nom de la Corniche, qui longe le bord de la mer sur une étendue d'une demi-lieue, etc. En 1850, il a à lutter contre l'effervescence populaire soulevée par les mesures de la municipalité contre l'intendance sanitaire, antique institution à laquelle les Marseillais étaient attachés. En tant que maire de Marseille, il pose la première pierre de la basilique Notre-Dame-de-la-Garde en 1853.
Dévoué au gouvernement de Louis-Napoléon Bonaparte, Chantérac est son candidat aux élections du Corps législatif le 29 février 1852 : la première circonscription des Bouches-du-Rhône le choisit pour député par 12 502 voix (20 874 votants, 43 326 inscrits), contre 2 048 à Sauvaire de Barthélemy et 5 305 à Emmanuel Barthélemy, ancien maire et représentant. À la Chambre basse, il s'associe au rétablissement de l'Empire et fait partie de la majorité dynastique, jusqu'au 15 juin 1854, époque à laquelle il est nommé conseiller d'État. 
Membre du comité de l'intérieur, de l'instruction publique et des cultes, Chantérac est chargé plusieurs fois, comme rapporteur ou comme commissaire du gouvernement, de défendre les projets de loi relatifs aux grands travaux exécutés à Lyon, Marseille, etc. Il est admis à la retraite, comme conseiller d'État, le 12 novembre 1873.
Il est également conseiller général du 2e canton à partir du 1er août 1852 et président du conseil général des Bouches-du-Rhône pendant dix-huit ans, de 1852 à 1870.
Il est inhumé au cimetière Saint-Pierre de Marseille.

## Distinctions
- Commandeur de la Légion d'honneur (décret du 14 janvier 1865)[1]